# Назаров, Виктор Иванович
Ви́ктор Ива́нович Наза́ров (род. 18 октября 1962, с. Ингалы, Большереченский район, Омская область, РСФСР, СССР) — российский государственный деятель, политик.
Губернатор Омской области с 22 сентября 2013 по 9 октября 2017 (временно исполняющий обязанности губернатора Омской области с 30 мая 2012 по 22 сентября 2013

## Биография
Родился 18 октября 1962 года в селе Ингалы Большереченского района Омской области.
Окончил Омский государственный университет по специальности «правоведение», квалификации — юрист.
Трудовая деятельность:
1979—1980 гг. — токарь на Омском электротехническом заводе им. Карла Маркса;
1980—1982 гг. — служба в рядах Вооруженных Сил СССР (на Дальнем Востоке в дивизии морской пехоты). Принимал участие в крупномасштабных учениях в Тихом океане и вскоре стал заместителем командира взвода и командиром экипажа плавающего танка;
1982—1988 гг. — учеба в Омском государственном университете на юридическом факультете;
1988—1990 гг. — служба в органах прокуратуры Черлакского и Омского районов;
1990—1991 гг. — следователь Военной прокуратуры (Войсковая часть № 56681);
1991—1991 гг. — временно заменяющий шеф ресторана
1992—2003 гг. — юридическая работа в организациях;
2003—2005 гг. — заместитель начальника отдела по оперативной работе с потребителями в Омском филиале ООО «Межрегионгаз». После реорганизации филиала в ЗАО «Омскрегионгаз» занял должность заместителя генерального директора по общим вопросам;
2005—2012 гг. — генеральный директор компании ЗАО «Омскрегионгаз» (с ноября 2010 года переименовано в ЗАО «Газпром-Межрегионгаз-Омск»).
На выборах 4 декабря 2011 года избран депутатом Законодательного собрания Омской области от Тюкалинского избирательного округа.
3 апреля 2012 года Президент России Дмитрий Медведев предложил кандидатуру Виктора Назарова на пост губернатора Омской области.
9 апреля 2012 года Законодательным собранием Омской области утвержден в должности губернатора. Решение принято абсолютным большинством голосов (43 голоса «ЗА», 1 голос «ПРОТИВ», всего 44 депутата). 30 мая 2012 года Виктор Назаров приступил к исполнению полномочий губернатора Омской области. Инаугурация состоялась в Омском академическом театре драмы..
С 22 февраля по 3 октября 2013 — член президиума Государственного совета Российской Федерации.
В Единый день голосования 13 сентября 2015 года переизбран на новый срок и 22 сентября 2015 года вступил в должность.
9 октября 2017 года освобождён от должности указом Президента России досрочно по собственному желанию.
15 марта 2018 года стал сенатором от законодательного органа власти Омской области.
19 мая 2021 года Совет Федерации принял постановление о досрочном прекращении полномочий сенатора с 11 мая.
12 мая 2021 года возглавил ООО «Газпром межрегионгаз Север».